# Indian National Football League 1999-2000
L'Indian National Football League 1999-2000 è stata la quarta edizione della National Football League il campionato professionistico indiano di calcio. È iniziato il 9 dicembre 1999 ed è concluso il 26 marzo 2000.

## Squadre
| Squadra                  | Luogo                | Stadio                                 |
| ------------------------ | -------------------- | -------------------------------------- |
| Border Security Force    |                      |                                        |
| Churchill Brothers       | Goa                  | Fatorda Stadium                        |
| Dempo                    | Goa                  | Fatorda Stadium                        |
| East Bengal              | Kolkata, West Bengal | Salt Lake Stadium                      |
| ITI                      |                      |                                        |
| JCT                      | New Delhi            | Ambedkar Stadium                       |
| Kochin                   | Kochi                | Jawaharlal Nehru International Stadium |
| Mahindra Utd             | Mumbai               | Cooperage Ground                       |
| Mohun Bagan              | Kolkata              | Salt Lake Stadium                      |
| Salgaocar                | Vasco da Gama        | Fatorda Stadium                        |
| State Bank of Travancore | Thiruvananthapuram   |                                        |
| Tollygunge Agragami      | Tollygunge           | Rabindra Sarobar Stadium               |

## Classifica
|  | Pos. | Squadra                  | Pt | G  | V  | N | P  | GF | GS | DR  |
|  | ---- | ------------------------ | -- | -- | -- | - | -- | -- | -- | --- |
|  | 1.   | Mohun Bagan              | 47 | 22 | 14 | 5 | 3  | 36 | 17 | +19 |
|  | 2.   | Churchill Brothers       | 41 | 22 | 12 | 5 | 5  | 36 | 17 | +19 |
|  | 3.   | Salgaocar                | 39 | 22 | 11 | 6 | 5  | 26 | 15 | +11 |
|  | 4.   | Kochin                   | 34 | 22 | 9  | 7 | 6  | 27 | 21 | +6  |
|  | 5.   | JCT                      | 34 | 22 | 9  | 7 | 6  | 20 | 18 | +2  |
|  | 6.   | Mahindra Utd             | 33 | 22 | 8  | 9 | 5  | 26 | 16 | +10 |
|  | 7.   | East Bengal              | 32 | 22 | 8  | 8 | 6  | 25 | 21 | +4  |
|  | 8.   | Tollygunge Agragami      | 26 | 22 | 6  | 8 | 8  | 18 | 27 | -9  |
|  | 9.   | State Bank of Travancore | 24 | 22 | 7  | 3 | 12 | 20 | 34 | -14 |
|  | 10.  | ITI                      | 18 | 22 | 3  | 9 | 10 | 18 | 27 | -9  |
|  | 11.  | Border Security Force    | 17 | 22 | 4  | 5 | 13 | 9  | 23 | -14 |
|  | 12.  | Dempo                    | 11 | 22 | 1  | 8 | 13 | 9  | 34 | -25 |

Legenda:

      Vincitrice della National Football League.

     Retrocessione